# 陳紋
陳紋，字廷章，應天府上元縣人，匠籍，明朝政治人物，進士出身。

## 生平
早年出身國子生，應天府鄉試第八十八名。成化十四年（1478年）戊戌科會試第□百六名，殿試登進士第三甲第二百一十一名。

## 家族
曾祖父陳善。祖父陳璧。父亲陳□。